# تمورو نيفر دايس (لعبة فيديو)
تومورو نيفر دايس (بالإنجليزية: Tomorrow Never Dies)‏ وتعرف أيضاً بعنوان (بالإنجليزية: 007: Tomorrow Never Dies)‏ هي لعبة فيديو من تصويب منظور الشخص الثالث تم إنتاجها في سنة 1999، هي واحدة من سلسلة ألعاب جيمس بوند وقصته مأخوذة من فيلم الغد لا يموت الذي تم إنتاجه في سنة 1997، تم تطوير اللعبة من قبل شركة بلاك أوبس وثم تم إنتاجها عن طريق شركة إلكترونيك آرتس لأجهزة بلاي ستيشن، يقوم الممثل أدام بلاكوود بأداء صوت بوند في اللعبة.